# 玉舟和尚鎌倉記
『玉舟和尚鎌倉記』（ぎょくしゅうおしょうかまくらき）は、大徳寺185世玉舟宗璠和尚（大徹明應禅師）が鎌倉を訪れたときの日記である。

## 玉舟和尚
玉舟和尚は書画骨董の世界では非常に有名であり、茶道各流とも関わりが深い。たとえば千宗旦の三男で表千家としては実質初代にあたる千宗左は玉舟和尚から江岑の号を授かり、またその推薦により紀州徳川家の茶頭となった。石州流として知られる片桐石州（石見守）は玉舟和尚から宗閑という居士号を与えられている。

## 鎌倉記
その玉舟和尚の鎌倉記は作家の大仏次郎が持っていたものが唯一であり、写本等は残されていない。玉舟和尚が鎌倉を訪れたのはその記述の内容から三代将軍徳川家光の治下、寛永19年～21年（1642～1644年）の間と推定される。英勝寺が完成する直前である。また書かれたのはそれほど間を置かずにであったろうと見られている。

## 研究上の価値
玉舟和尚鎌倉記の鎌倉史研究上における価値は、近世のものとしては時代的に古く（江戸初期）、その後鎌倉は観光地化されるが、それ以前の衰退した鎌倉の姿を見るまま、聞くままに文飾を加えずに記述しているところにある。また資料として実質的な記事が豊富な点で、その点では沢庵宗彭の『沢庵和尚鎌倉巡礼記』をはるかに越え、歴史学上の資料としては高く評価されている。

## 参考
- 澤寿郎監修・著 鈴木棠三編著『鎌倉：古絵図・紀行 鎌倉紀行篇』（東京美術、1976年発行）